# دادمحمدابية
دادمحمدابية (بالفارسية: دادمحمدابیه) هي قرية تقع في البلدة المركزية في إيران. يقدر عدد سكانها بـ 14 نسمة .